# Teresa de Ávila
Teresa dʼÁvila, O.C.D., conhecida como Santa Teresa de Jesus (Gotarrendura, 28 de março de 1515 – Alba de Tormes, 4 de outubro de 1582), nascida Teresa Sánchez de Cepeda y Ahumada, foi uma freira carmelita, mística e santa católica do século XVI, importante por suas obras sobre a vida contemplativa e espiritual e por sua atuação durante a Contrarreforma. Foi também uma das reformadoras da Ordem Carmelita e é considerada cofundadora da Ordem dos Carmelitas Descalços, juntamente com São João da Cruz.
Em 1622, quarenta anos depois de sua morte, foi canonizada pelo papa Gregório XV. Em 27 de setembro de 1970, Paulo VI proclamou-a uma Doutora da Igreja e reconheceu seu título de Mater Spiritualium (Mãe da Espiritualidade), em razão da contribuição que a santa proporcionou à espiritualidade católica. Seus livros, inclusive uma autobiografia ("A Vida de Teresa de Jesus") e sua obra-prima, "O Castelo Interior" (em castelhano:  El Castillo Interior), são parte integral da literatura renascentista espanhola e do corpus do misticismo cristão. Suas práticas meditativas estão detalhadas em outra obra importante, o "Caminho da Perfeição" (Camino de Perfección).
Depois de sua morte, o culto a Santa Teresa se espalhou pela Espanha durante a década de 1620 principalmente durante o debate nacional pela escolha de um padroeiro, juntamente com Santiago Matamoros.

## Primeiros anos
Teresa de Cepeda y Ahumada nasceu em 1515 em Gotarrendura, uma aldeia na província de Ávila, no Reino de Castela. Seu avô paterno, Juan Sánchez, era um marrano (um converso ou descendente de judeu converso) e foi condenado pela Inquisição espanhola por ter supostamente retornado à fé judaica. Seu pai, Alonso Sánchez de Cepeda, comprou um título cavaleiro e conseguiu com sucesso ser assimilado pela sociedade católica. A mãe de Teresa, Beatriz de Ahumada y Cuevas, era especialmente dedicada à missão de criar a filha como uma piedosa cristã. Teresa era fascinada por relatos sobre vidas de santos e fugiu aos sete anos com seu irmão mais novo Rodrigo para tentar conseguir seu martírio entre os mouros. Seu tio conseguiu impedi-los por sorte ao vê-los já fora das muralhas quando voltava de outra cidade.
A morte de Beatriz quando Teresa tinha apenas quatorze anos provocou-lhe uma tremenda tristeza que estimulou-a abraçar ainda mais a devoção à Virgem Maria como sua mãe espiritual. Porém, ela adquiriu também um interesse exagerado na leitura de ficções populares, principalmente novelas de cavalaria, e um renovado interesse em sua própria aparência. Na mesma época, foi enviada como interna para uma escola de freiras agostinianas em Ávila, o Convento de Nossa Senhora da Graça.
Pouco depois, piorou de uma enfermidade que começara a molestá-la antes de professar seus votos e seu pai a retirou do convento. A irmã Joana Suárez acompanhou Teresa para ajudá-la. Os médicos, apesar de todos os tratamentos, deram-se por vencidos e a enfermidade, provavelmente malária, se agravou. Teresa conseguiu suportar o sofrimento, graças a um livro devocional que lhe fora dado de presente por seu tio Pedro, "O Terceiro Alfabeto Espiritual", do Padre Francisco de Osuna. Esta obra, seguindo o exemplo diversas outras de místicos medievais, consistia de instruções para exames de consciência, para auto-concentração espiritual e contemplação interior (técnicas conhecidas no jargão místico como oratio recollectionis ou oratio mentalis). Teresa também fazia uso de outras obras ascetas como o Tractatus de oratione et meditatione de São Pedro de Alcântara, talvez muitas das obras nas quais Santo Inácio de Loyola baseou seus "Exercícios Espirituais" e possivelmente os próprios "Exercícios". Teresa seguiu as instruções da obra e começou a praticar a oração mental. Finalmente, após três anos, ela recuperou a saúde e retornou diretamente para tomar o hábito no Carmelo.

Teresa conta que durante sua enfermidade, ascendia do estágio mais baixo, da "oração mental", ao de "oração do silêncio" ou mesmo ao de "devoções de êxtase", que era um de união perfeita com Deus (veja abaixo). Durante este estágio final, Teresa conta que experimentava com frequência uma rica "benção de lágrimas". Conforme a distinção católica entre pecado mortal e venial foi se tornando clara para ela, passou também a compreender o terror profundo do pecado e a natureza do pecado original. Em paralelo, conscientizou-se de sua própria impotência em confrontar o pecado e certificou-se da necessidade da sujeição absoluta a Deus.

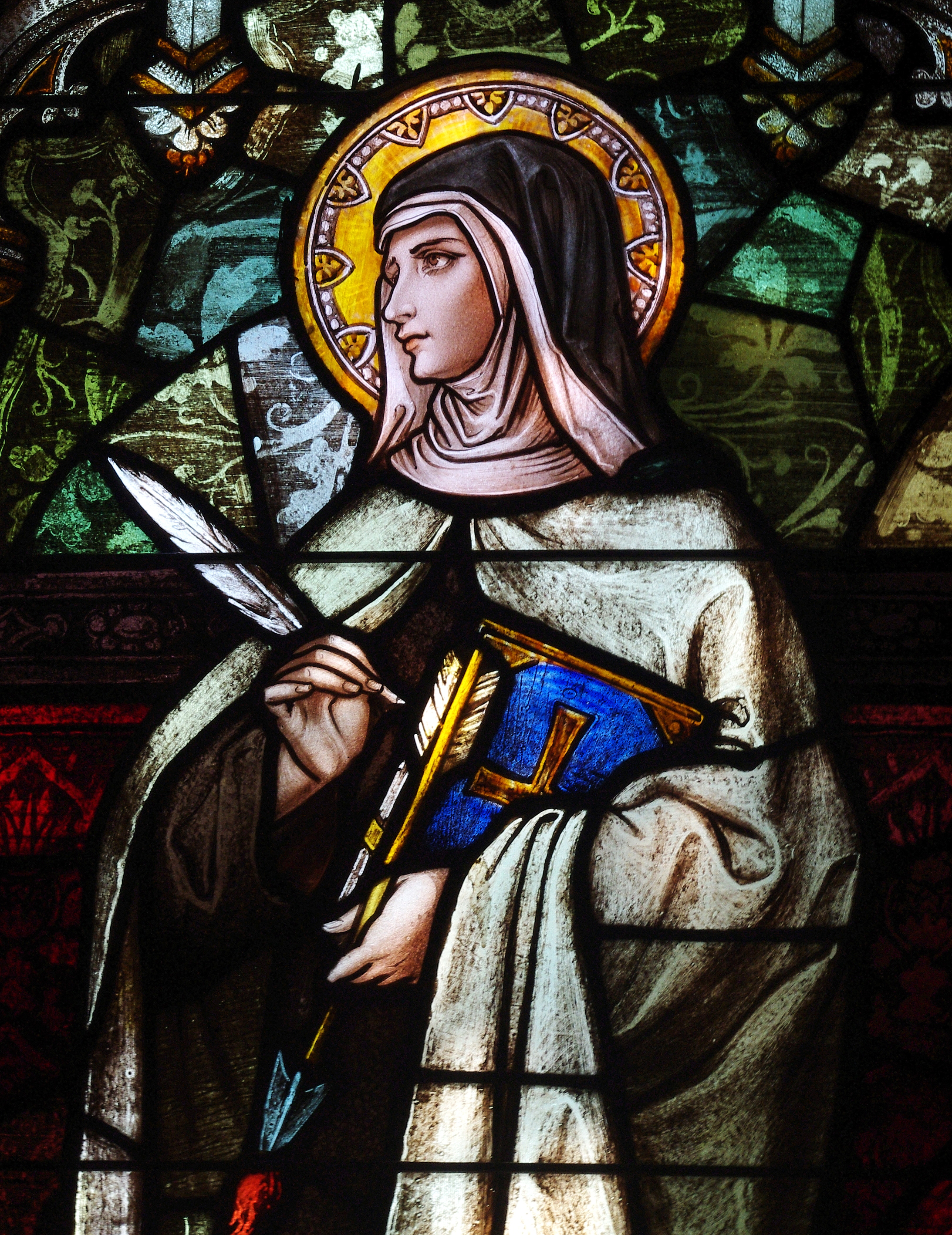
Vitral na Igreja de São José em Central City, Kentucky

Por volta de 1556, vários amigos sugeriram que este conhecimento recém-revelado a Teresa era de origem diabólica e não divina e, como resultado, Teresa passou a infligir a si própria diversas torturas e outras formas de mortificação. Mas seu confessor, o padre jesuíta São Francisco de Borja, reassegurou-a da divina inspiração de seus pensamentos. No dia de São Pedro de 1559, Teresa se convenceu firmemente que Jesus Cristo teria aparecido para ela de corpo presente, só que invisível. Estas visões continuaram por mais de dois anos ininterruptos e, numa delas, um serafim[a] trespassou repetidamente seu coração com a ponta inflamada de uma lança dourada provocando nela uma inefável dor espiritual e corporal:
| “ | Eu vi em sua mão uma longa lança de ouro e, na ponta, o que parecia ser uma pequena chama. Ele parecia para mim estar lançando-a por vezes no meu coração e perfurando minhas entranhas; quando ele a puxava de volta, parecia levá-las junto também, deixando-me inflamada com um grande amor de Deus. A dor era tão grande que me fazia gemer; e, apesar de ser tão avassaladora a doçura desta dor excessiva, não conseguia desejar que ela acabasse... | ” |
|   | — Santa Teresa de Ávila. |   |

Esta visão foi a inspiração de uma das mais famosas obras de Bernini, a escultura "O Êxtase de Santa Teresa", que está na Igreja de Santa Maria della Vittoria, em Roma. A memória deste episódio serviu de inspiração pelo resto da vida de Teresa e motivou sua perene disposição de imitar a vida e os sofrimentos de Jesus, epitomizada no motto geralmente associado com ela: "Senhor, ou me deixe sofrer ou me deixe morrer".

## Reformadora

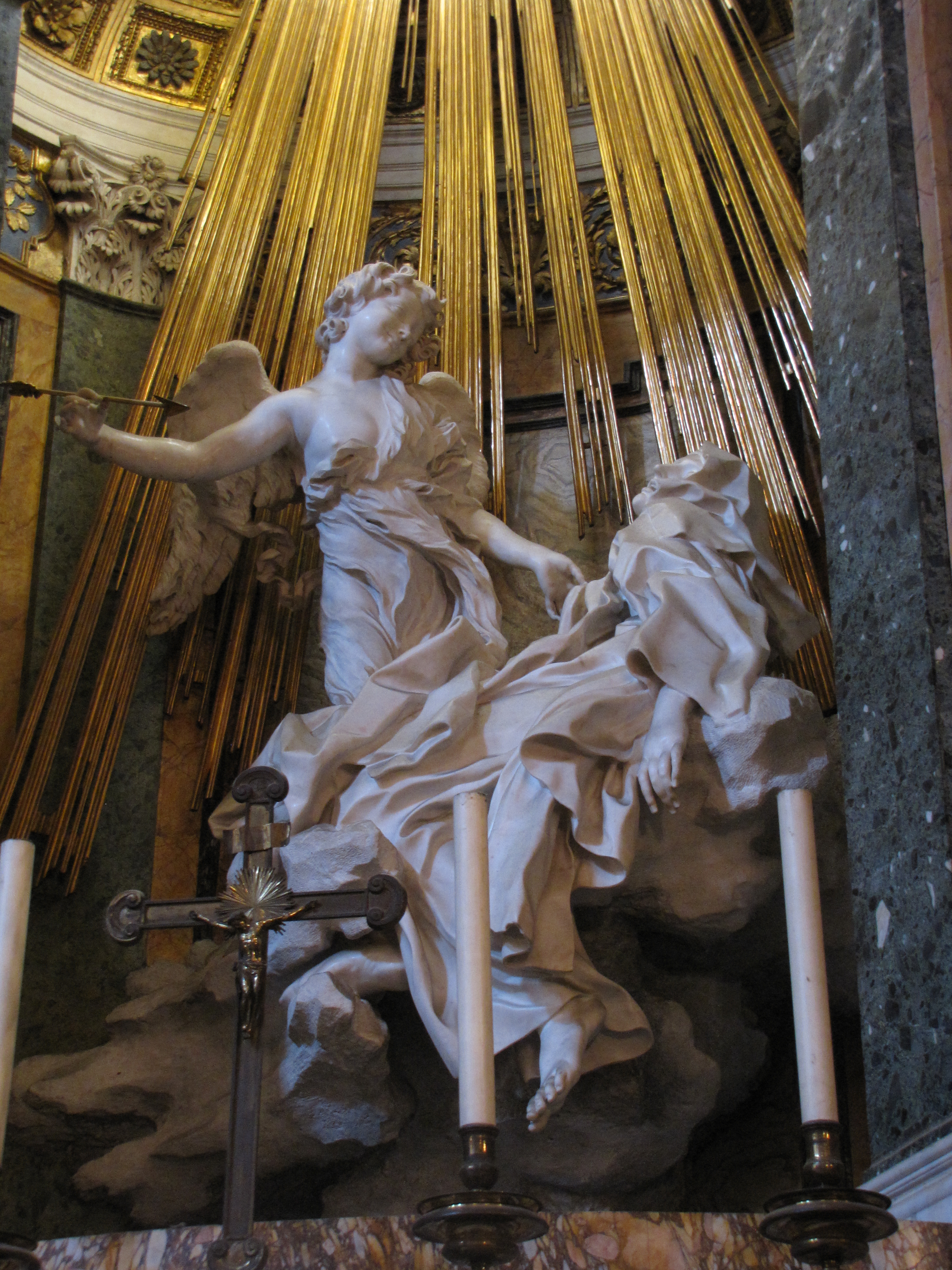
O Êxtase de Santa Teresa, estátua de Bernini na igreja de Santa Maria della Vittoria, em Roma. Os profundos êxtases de Santa Teresa são descritos em detalhes em suas obras e inspiraram diversos outros religiosos, principalmente São João da Cruz.

Teresa entrou para o Convento Carmelita da Encarnação em Ávila em 2 de novembro de 1535 e logo se viu cada vez mais em desarmonia com os males que assolavam o mosteiro. Entre as 150 freiras que viviam ali, a observância do enclausuramento - projetado para reforçar o espírito e a prática da oração - tornou-se tão relaxada que já não mais cumpria seu objetivo. A invasão diária de visitantes, muitos de alto status social e político, viciaram a atmosfera do local com preocupações frívolas e conversas tolas. Cada vez mais convencida de sua indignidade, Teresa invocava com frequência os grandes santos penitentes, Santo Agostinho e Santa Maria Madalena, aos quais estão associados dois fatos que foram decisivos na vida da santa. O primeiro foi a leitura das "Confissões" de Santo Agostinho. O segundo foi um chamamento à penitência que ela experimentou diante de um quadro da Paixão de Cristo: "Senti que Santa Maria Madalena vinha em meu socorro... e desde então muito progredi na vida espiritual". Sentia-se muito atraída pelas imagens de Cristo ensanguentado em agonia. Certa ocasião, ao deter-se sob um crucifixo muito ensanguentado, perguntou: "Senhor, quem vos colocou aí?" Pareceu-lhe ouvir uma voz: "Foram tuas conversas no parlatório que me puseram aqui, Teresa". Ela chorou muito e a partir de então não voltou a perder tempo com conversas inúteis e nas amizades que não a levavam à santidade. Teresa que começou a planejar alguma ação para reverter a situação.
O incentivo para expressar publicamente suas motivações interiores foi incentivado em Teresa pelo padre franciscano São Pedro de Alcântara, que a conheceu por volta de 1560 e tornar-se-ia depois seu diretor espiritual e mentor. Teresa decidiu fundar um carmelo reformado, corrigindo o relaxamento que encontrou no claustro do Carmelo da Encarnação e em outros. Guimara de Ulloa, uma amiga muito rica financiou a empreitada.
A pobreza extrema do novo carmelo, fundado em 1562 e batizado de Convento de São José, a princípio escandalizou os habitantes e as autoridades de Ávila, o que colocou o pequeno carmelo e sua capela sob o risco de ser suprimido. Contudo, poderosos patrocinadores, incluindo São Luís Beltrán e o próprio bispo de Ávila, e a impressão de uma subsistência assegurada e prosperidade potencial logo transformaram animosidade em aplausos.
Em março de 1563, quando Teresa se mudou para o novo claustro, recebeu sanção papal ao seu princípio primal de pobreza absoluta através da renúncia à propriedade, logo consolidado numa "Constituição". Seu plano era reavivar regras antigas e mais estritas, suplementando-as com novos regulamentos, como as três disciplinas de flagelação cerimonial prescritas para o Ofício Divino todas as semanas e também o abandono do uso de calçados. Teresa estabeleceu em seu convento a mais estrita clausura e o silêncio quase perpétuo. As religiosas vestiam hábitos toscos, usavam sandálias em vez de sapatos (por isso foram chamadas "descalças") e eram obrigadas a abstinência perpétua de carne. A fundadora, a princípio, não aceitou comunidades com mais de treze religiosas. Mais tarde, nos conventos que possuíam alguma renda, aceitou que residissem vinte monjas.
Nos cinco primeiros anos no novo convento, Teresa permaneceu reclusa e dedicou-se a escrever.
Em 1567, ela recebeu uma carta patente de um prior geral carmelita, Rubeo de Ravena, para fundar novas casas de sua ordem e, com este objetivo, Teresa passou a realizar longas viagens por todas as províncias da Espanha, relatadas em seu "Libro de las Fundaciones". Entre 1567 e 1571, conventos reformados foram fundados em Medina del Campo, Malagón, Valladolid, Toledo, Pastrana, Salamanca e Alba de Tormes.
Como parte de sua patente original, Teresa recebeu permissão para criar duas novas casas para homens que desejassem adotar suas reformas e, para ajudá-la, convenceu São João da Cruz e Santo Antônio de Jesus. Eles fundaram o primeiro convento de irmãos carmelitas descalços em novembro de 1568 em Duruello. Outro amigo, Jerónimo Gracián, um visitator dos carmelitas da antiga observância da Andaluzia, comissário apostólico e, depois, prior provincial das reformas teresianas, colocou toda a força de seu apoio para permitir a fundação de conventos em Segóvia (1571), Beas de Segura (1574), Sevilha (1575) e Caravaca de la Cruz (Múrcia, 1576), enquanto que o profundamente místico João da Cruz, através de sua poderosa pregação, promovia a conversão de novos membros para o movimento.
Em 1576, uma série de perseguições começou por parte das carmelitas da antiga observância contra Teresa, seus amigos e suas reformas. Em acordo com um conjunto de resoluções adotadas no capítulo geral em Placência, os definitors da ordem proibiram a fundação de novos conventos e condenaram Teresa a uma reclusão voluntária em uma de suas instituições. Ela obedeceu e escolheu ficar no Carmelo de São José em Ávila, a primeira. Seus amigos e subordinados foram alvo de grandes provações.
Finalmente, depois de diversos anos, suas súplicas por escrito ao rei Filipe II da Espanha conseguiram aliviar a situação. Em 1579, os processos contra ela e Graciano na Inquisição foram engavetados, o que permitiu que suas reformas continuassem. Um memorando do papa Gregório XIII permitiu a criação de um provincial especial para o novo ramo das freiras carmelitas descalças.

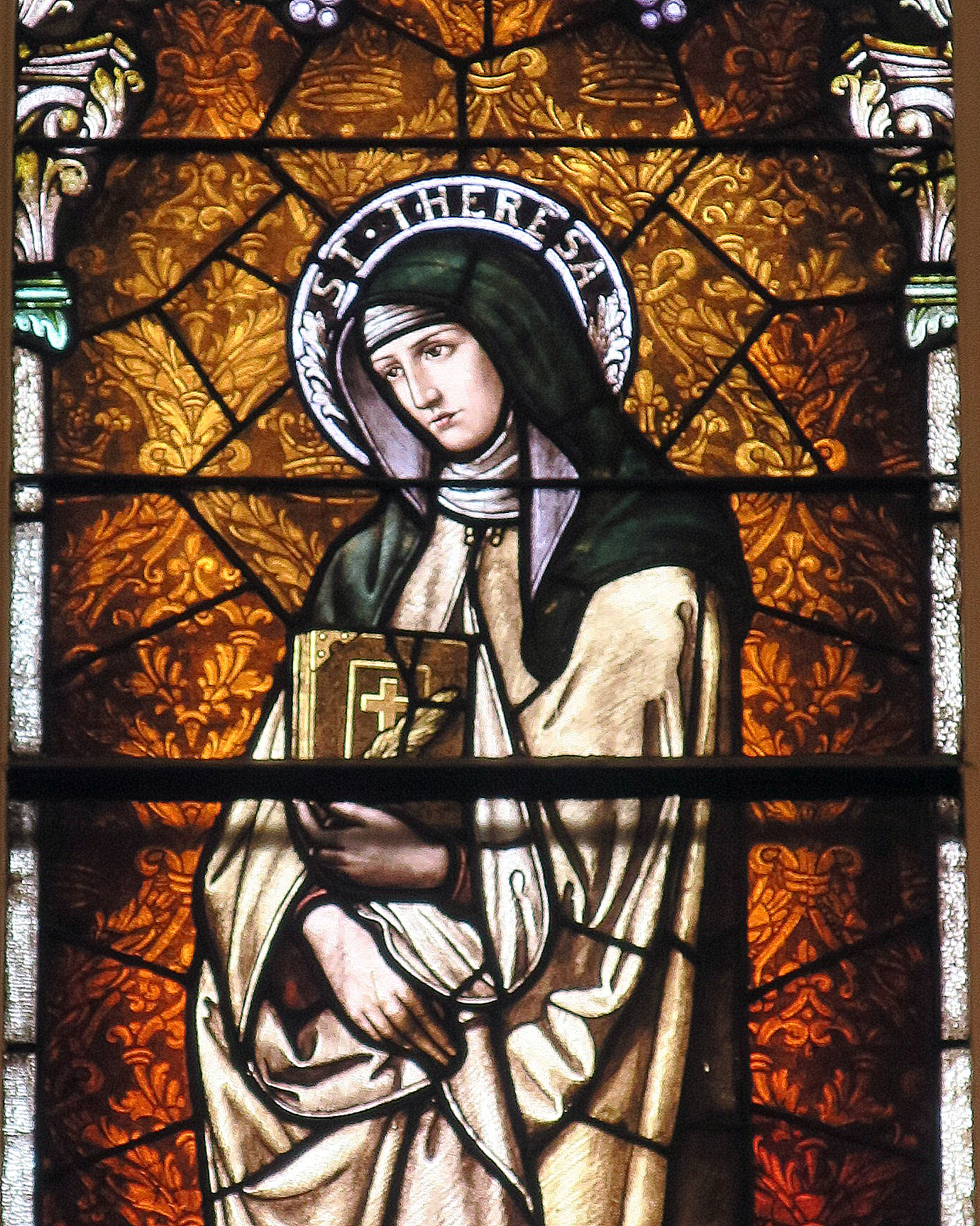
Vitral de Santa Teresa D'Ávila na Igreja do Santo Rosário em Indianapolis, Indiana

Nos três anos finais de sua vida, Teresa de Ávila, fundou conventos em diversas localidades espanholas. Em 1580, ela estabeleceu conventos em Villanueva de la Jara (localizada em Castilla-La Mancha) e Palencia. No ano seguinte, em 1581, fundou mais um em Soria, e em 1582, completou suas fundações com conventos em Burgos e Granada. Ao todo, Santa Teresa foi responsável pela criação de dezessete conventos, dos quais ela fundou pessoalmente todos, exceto um. Paralelamente, durante seus vinte anos de atividade reformadora, estabeleceu uma quantidade equivalente de mosteiros para homens, refletindo o alcance e a profundidade de seu legado reformista na ordem carmelita.
A aflição final acometeu Teresa em uma de suas inúmeras viagens, desta vez no trecho entre Burgos e Alba de Tormes. Ela morreu em 1582, justamente no dia que as nações católicas do mundo estavam fazendo a troca do calendário juliano para o gregoriano, o que requereu a eliminação de todas as datas entre 5 e 14 de outubro do calendário. Assim, ou Teresa morreu antes da meia-noite de 4 de outubro ou nas primeiras horas de 15 de outubro, dia escolhido para celebrar sua festa. Suas últimas palavras foram: "Meu Senhor, é hora de seguir adiante. Pois bem, que seja feita Tua vontade. Ó meu Senhor e meu Esposo, a hora que tanto esperei chegou. É hora de nos encontrarmos!".
Foi sepultada em Alba de Tormes, num túmulo fechado com dez chaves, sendo que três estão com as Carmelitas Descalças, três com o padre geral das Carmelitas em Roma, três com o Duque de Alba e uma com o rei de Espanha, um sistema de segurança que existe desde o século XVII. Cada conjunto de chaves abre uma parte do túmulo: grade, cofre de mármore e cofre de prata.
No Brasil, em 1º de maio de 2005, foram depositadas relíquias de Santa Teresa D’Avila, sob o altar da Catedral de São Dimas em São José dos campos-SP.
Em 1622, quarenta anos depois de sua morte, Teresa foi canonizada por Gregório XV. Cinco anos antes, as Cortes Generales já haviam escolhido Teresa como padroeira da Espanha ao mesmo tempo que a Universidade de Salamanca conferiu-lhe o diploma de Doctor ecclesiae. Este título, que significa "doutor da Igreja", é diferente da honraria papal de "Doutor da Igreja", que é sempre conferido postumamente e que foi finalmente agraciado a Teresa pelo papa Paulo VI em 27 de dezembro de 1970, a mesma data que Santa Catarina de Siena recebeu o título que fez das duas as primeiras doutoras da história da Igreja Católica.

### Cronologia
| - 1515 - Nascimento de Teresa de Ahumada y Cepeda. - 1519 - Nascimento de Lourenço de Cepeda, irmão de Teresa. - 1521 - Nascimento de Pedro de Cepeda, irmão de Teresa. - 1522 - Teresa foge com seu irmão Rodrigo e nascimento de Jerônimo de Cepeda, irmão de Teresa. - 1527 - Nascimento de Agostinho de Cepeda, irmão de Teresa. - 1528 - Nascimento de Joana de Cepeda, irmã de Teresa, e morte de D. Beatriz de Ahumada, sua mãe. - 1531 - Teresa entra como aluna interna na convento de Nossa Senhora da Graça. - 1532 - Fernando de Cepeda parte para Ultramar. Teresa adoece e volta para a casa do pai. - 1535 - Rodrigo de Cepeda parte para Ultramar. - 1536 - Teresa entra no Convento da Encarnação e toma o hábito a 2 de novembro. - 1537 - Adoece gravemente. Professa seus votos como freira a 3 de novembro. - 1538 - Parte para Castellanos de la Cañada e cura em Becedas. Ao voltar sofre um ataque e é considerada morta. - 1540 - Lourenço, Jerônimo e Pedro de Cepeda embarcam para o Peru. Teresa recobra a saúde. - 1541 - Filipe II sobe ao trono das Espanhas, Inácio de Loyola é escolhido Geral dos Jesuítas e Michelângelo pinta o "Juízo Final". - 1542 - Nasce São João da Cruz. - 1543 - Morre D. Alonso de Cepeda, pai de Teresa. - 1545 - Abre-se o Concílio de Trento. - 1546 - Morre Antônio de Cepeda em Iñaquito, Peru. - 1553 - "Reconversão" de Teresa. - 1554 - Teresa encontra-se com Francisco de Borja. Os jesuítas instalam-se em Ávila. - 1557 - Morte de Rodrigo de Cepeda no Chile. - 1558 - Teresa encontra-se com São Pedro de Alcântara. - 1560 - Teresa e suas companheiras resolvem fundar um convento conforme a regra primitiva do Carmelo. - 1561 - Iniciam os trâmites para o futuro Convento de São José de Ávila. - 1562 - Teresa permanece algum tempo na casa de D. Luísa de la Cerda, em Toledo; em junho termina a primeira redação de sua "Autobiografia". Em 24 de agosto funda o Convento de São José e regressa à Encarnação. - 1563 - Sai do convento da Encarnação e passa a residir no de São José. Encerra-se o Concílio de Trento. - 1565 - Fernando de Cepeda morre na Colômbia. - 1567 - Chega a Ávila o Padre Rubeo e dá a Teresa autorização para fundar mosteiros de freiras e frades. Fundação do Mosteiro de Medina del Campo em 15 de agosto. Primeiro encontro de Teresa com João da Cruz. - 1568 - Redação das Constituições das carmelitas descalças. Fundação dos conventos de Malagón, 11 de abril e Valladolid, 15 de agosto; João da Cruz funda o primeiro convento dos frades carmelitas descalços em Duruelo em 28 de novembro. - 1569 - Fundação dos conventos de descalços em Toledo, 14 de maio e em Pastrana, de freiras em 9 de julho e frades em 13 de julho. - 1570 - Fundação do convento de Salamanca, no dia de São Miguel. - 1571 - Fundação do convento de Alba de Tormes, 25 de janeiro, torna-se superiora do convento de Medina del Campo e a 6 de outubro do da Encarnação. - 1572 - João da Cruz torna-se capelão do convento da Encarnação. Teresa começa a redigir os "Conceitos do Amor de Deus". - 1573 - Teresa assina e garante a conformidade da cópia do "Caminho de Perfeição". Padre Gracián professa em Pastrana. - 1574 - Fundação do convento em Segóvia, 19 de março. - 1575 - Fundação o convento de Beas, 24 de fevereiro; início das lutas entre "calçados" (carmelitas da antiga observância) e "descalços"; fundação do convento de Sevilha; Teresa recebe pelo padre Ângelo Salazar ordem do Capítulo Geral dos Carmelitas para se retirar para um mosteiro e deixar as fundações. - 1576 - Fundação do convento de Caravaca por Ana de Santo Alberto. A 4 de junho Teresa sai de Sevilha e instala-se no convento de Toledo. Retoma o livro das "Fundações" e escreve "o modo de visitar os conventos". Intensificam-se as perseguições. - 1577 - Teresa começa a escrever "O Castelo Interior", que será terminado em 5 de novembro. Em fins de julho, chega a Ávila. Cinquenta freiras da Encarnação são excomungadas; São João da Cruz é raptado na noite de 3 para 4 de novembro. Teresa cai e quebra um braço em 24 de dezembro. - 1578 - Morte do padre Rubeo, superior geral do Carmelo; um decreto do núncio subordina os carmelitas "descalços" aos "calçados". - 1579 - O Núncio retira dos "calçados" o seu poder sobre os "descalços". Fim das perseguições. - 1580 - Fundação do convento de Villanueva de la Jara, 21 de fevereiro. Teresa encontra-se gravemente enferma em Toledo, depois em Valladolid. Morte de Lourenço de Cepeda. Fundação do convento de Palência, 29 de dezembro. - 1582 - Inauguração do convento de Burgos, 19 de abril. Em 4 de outubro, morre Teresa no convento de Alba de Tormes. Neste ano o papa Gregório XIII reforma o calendário. |

## Misticismo

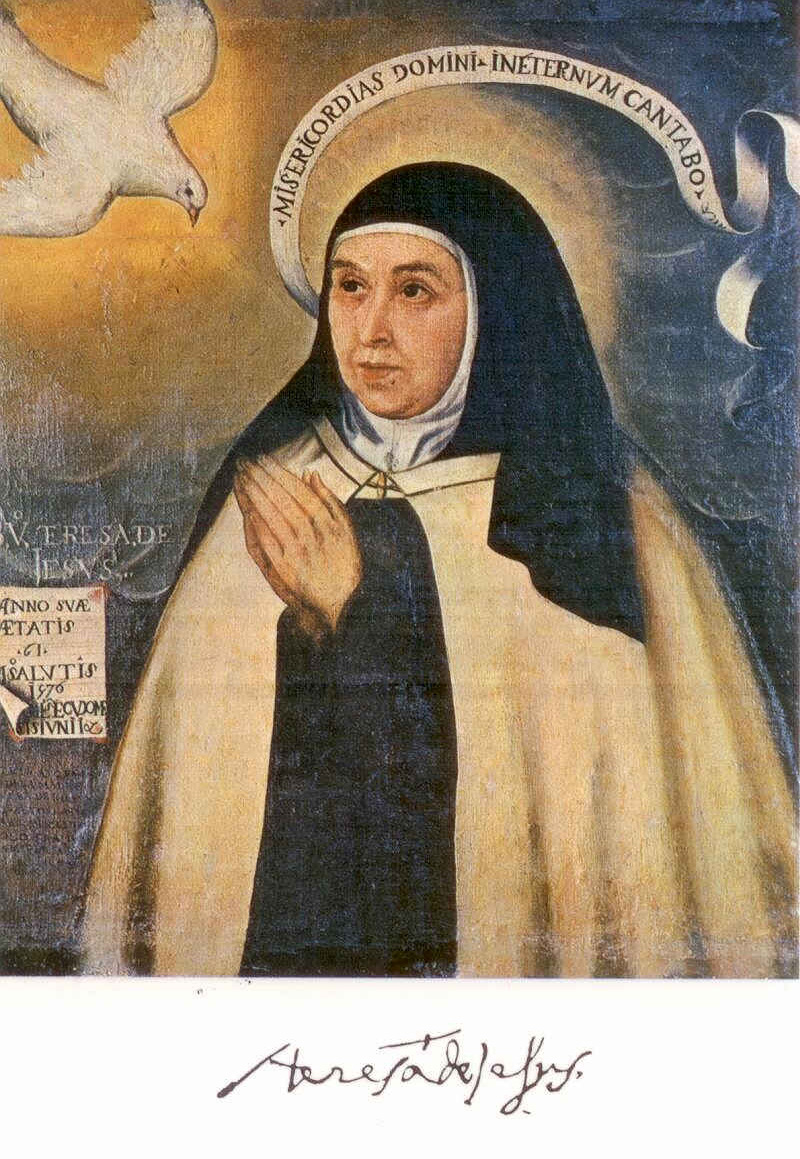
Provavelmente o retrato mais fiel de Santa Teresa. Trata-se de uma cópia de uma pintura original dela feita em 1576, quando tinha 61 anos.

O cerne do pensamento místico de Teresa em todas as suas obras é a ascensão da alma em quatro estágiosː
O primeiro - "oração mental" - é o de devota contemplação ou concentração, o afastamento da alma do mundo exterior e especialmente a devota observância da paixão de Cristo e da penitência.
O segundo - "oração de silêncio" - é aquele no qual pelo menos a vontade humano se perde na de Deus em virtude de um estado carismático sobrenatural agraciado por Deus, enquanto as demais faculdades, como memória, razão e imaginação, ainda não estão preservadas das distrações mundanas. Apesar de esta distração parcial se dar por causa de atos exteriores como a repetição ininterrupta de orações ou a escrita de temas espirituais, o estado prevalecente é o de quietude e silêncio.
O terceiro - "devoção de união" - já não é apenas um estado sobrenatural, mas essencialmente um êxtase. Nele, a razão também é absorvida por Deus e apenas a memória e a imaginação permanecem. Este estado é caracterizado por uma ditosa paz, por um delicioso sono de, pelo menos, as mais elevadas faculdades da alma ou ainda por um arrebatamento consciente no amor de Deus.
O quarto - "devoção do êxtase ou arrebatamento" - é um estado passivo no qual o sentimento de estar num corpo desaparece (veja II Coríntios 12:2–3). A atividade sensorial cessa, a memória e a imaginação também são absorvidas em Deus ou são "intoxicadas". Corpo e espírito sofrem de uma dor doce e feliz, que alterna entre um tenebroso brilho, uma completa impotência e inconsciência, uma sensação de estrangulação ou, às vezes, de um voo extático tão intenso que o corpo literalmente se ergue no espaço. Estes efeitos, depois de meia-hora, são seguidos por um relaxamento completo de algumas horas num estado parecido com um desmaio, no qual todas as faculdades [mentais] desaparecem na união com Deus. Em seguida, o sujeito acorda aos prantos, o clímax da experiência mística, o que produz um transe. Tradições piedosas relatam que Teresa, como São Francisco de Assis, foi vista levitando durante a missa mais de uma vez.
Teresa é uma das mais importantes autoras sobre a oração mental e sua posição entre os autores da teologia mística é única. Em todas as suas obras sobre o tema, ela relata suas próprias experiências pessoais, que, ajudada por sua profunda perspicácia e capacidade analítica, explica de forma clara. Sua definição de "oração contemplativa" foi utilizada pelo Catecismo da Igreja Católica: "Oração contemplativa, na minha opinião, é nada mais que um compartilhamento íntimo entre amigos; significa dedicar tempo com frequência para estar sozinho com aquele que sabemos que nos ama".

## Reconhecimentos

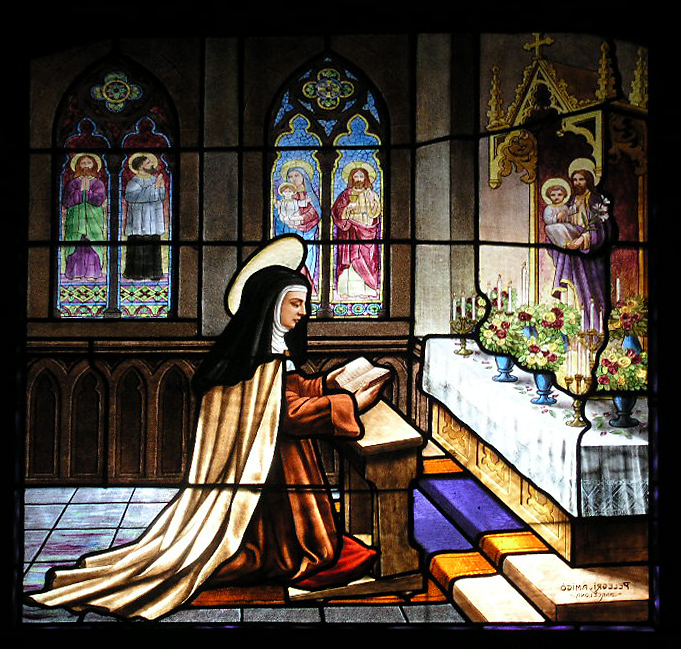
Detalhe na janela do Convento de Santa Teresa em Ávila

Teresa foi beatificada em 24 de abril de 1614 pelo Papa Paulo V e canonizada em 12 de março de 1622 por Gregório XV. É conhecida como Santa Teresa de Jesus.
Em 1617, os Tribunais de Castela, a pedido dos devotos de Teresina, declararam padroeira da Espanha e das Índias. No entanto, os jacobinos apelaram que Santa Teresa ainda não havia sido canonizada e defendiam que o patrono da Espanha era Santiago, desde tempos imemoriais e principalmente da invasão muçulmana. Por isso se tornou Copatrona. Em 1627, apenas cinco anos após a canonização, a Santa Sé reiterou o título de Copatrona. Juntamente com o Sr. Santiago El Mayor e a Imaculada Conceição (padroeira e imperatriz da Espanha e das Índias), sua celebração se tornou uma das três principais na corte hispânica.
O culto de Santa Teresa foi tão forte nas Índias, que o rei Felipe IV em 1640, por carta real, foi proclamado por Copatrona da Capitania Geral do Reino da Guatemala, solicitando celebrar seu partido como um dos quatro principais (ao lado dos da Concepcion limpa, Santiago e Santa Cecília) na cidade, cabeça e coração do povo colonial da América Central. Com a transferência da Cidade, Independência e a fundação da República, Santa Teresa tornou-se Copatrona da República e Iglesia da Guatemala.
Foi nomeada doutora honoris causa pela Universidade de Salamanca e posteriormente nomeada patrona dos escritores.
No entanto, a Igreja Católica como instituição não reconheceu oficialmente o ensino da vida espiritual realizada por Santa Teresa de Jesus, nem seu doutorado na Igreja. Várias tentativas foram feitas nesse sentido, a última em 1923. O motivo da rejeição foi sempre o mesmo: "obstat sexus" (o sexo o impede).
Finalmente, em 27 de setembro de 1970, Santa Teresa de Jesus tornou-se (juntamente com Santa Catarina de Siena) a primeira mulher levantada pela Igreja Católica ao status de Doutor da Igreja, sob o pontificado de Paulo VI.
A Igreja Católica celebra sua festa em 15 de outubro.
Em 2015, a Universidade Católica de Ávila nomeou seu doutorado honorário.

## Obras
As obras de Teresa, escritas com fins didáticos, estão entre as mais notáveis da literatura mística da Igreja Católica:
- A "Autobiografia", escrita antes de 1567 sob a direção de seu confessor, fr. Pedro Ibáñez;[23]
- "O Caminho da Perfeição" (El Camino de Perfección), também escrito sob a direção de Ibáñez;[24]
- "Meditações sobre o Cântico do Cânticos" (1567), escrita para suas "filhas" do Carmelo;
- "O Castelo Interior" (El Castillo Interior; 1577), na qual compara a alma contemplativa a um castelo com sete sucessivas cortes (ou câmaras) interiores, análogas aos sete céus;[25]
- "Relações" (Relaciones), uma extensão de sua autobiografia relatando suas experiências internas e externas na forma de epístolas;
- Duas obras menores: "Conceitos de Amor" (Conceptos del Amor) e "Exclamações" (Exclamaciones);
- Além destas, há também "As Cartas (Las Cartas; Saragossa, 1671), as correspondências de Teresa, da qual restaram 342 cartas completas e fragmentos de outras 87. A prosa de Teresa é marcada de uma graça sem afetações, de esmerada ornamentação e de um encantador poder expressivo, qualidades que a colocam no primeiro escalão da literatura espanhola;
- Finalmente, seus raros poemas estão reunidos em "Todas as Poesias" ("Todas las poesías", Munster, 1854) e se distinguem pela ternura e pelo ritmo.

O poema moderno "Vós Sois as Mãos de Cristo", embora seja amplamente atribuído a Teresa, não aparece em suas obrasː
| “ | Cristo não tem atualmente sobre a terra nenhum outro corpo se não o teu; Nenhumas[b] outras mãos senão as tuas; Nenhuns[b] outros pés senão os teus... Vós sois os olhos com que a compaixão de Cristo deve olhar o mundo; Vós sois os pés com que Ele deve ir fazendo o bem, Vós sois as mãos com que Ele deve abençoar os homens de hoje... | ” |
|   | — Atribuído a Santa Teresa de Ávila. |   |

## Santa Teresa e o Menino Jesus de Praga

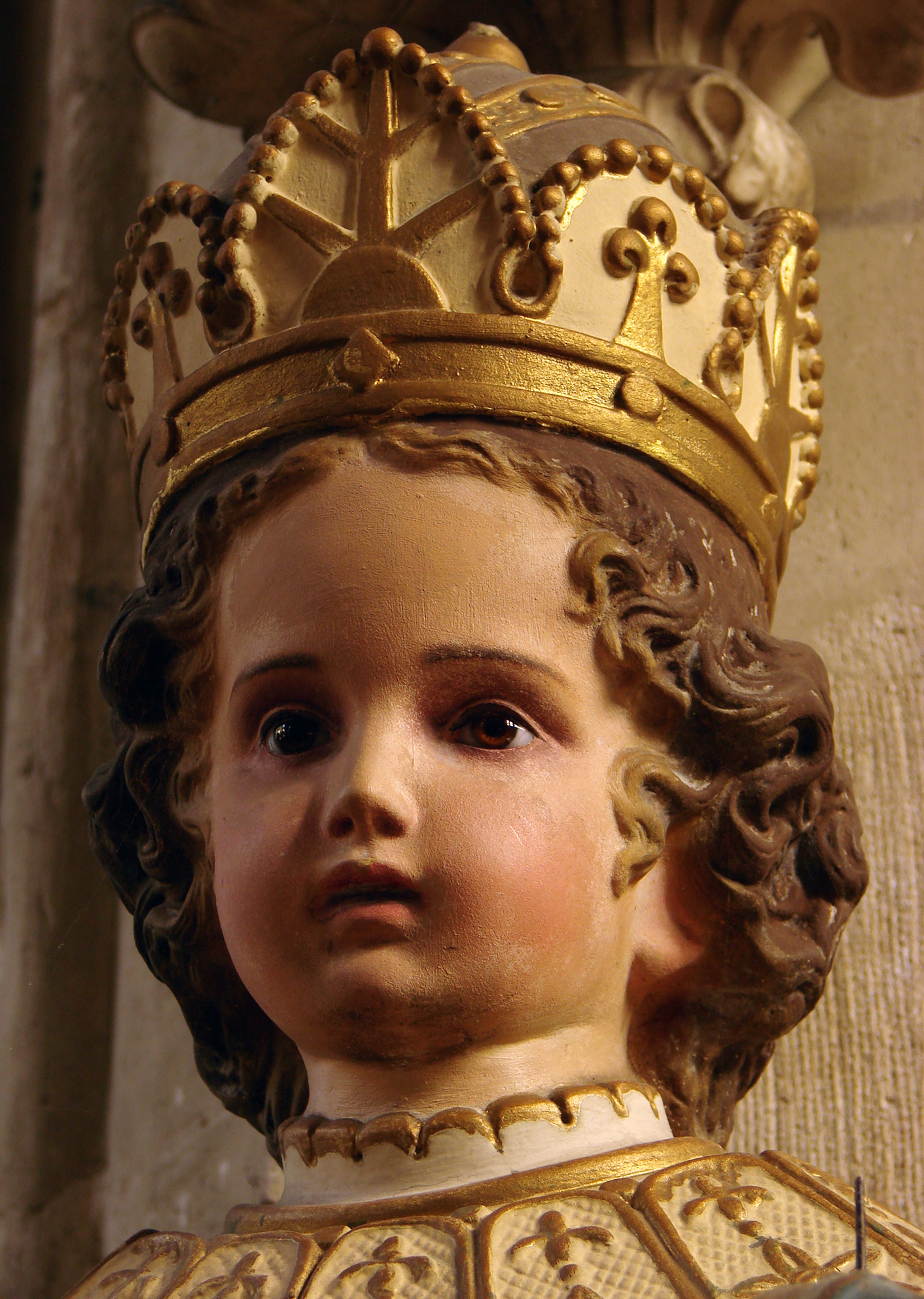
Detalhe da estátua do Menino Jesus de Praga, uma estátua que recebe especial devoção por ter pertencido a Santa Teresa segundo a tradição popular

Embora não exista nenhum relato histórico de que Teresa tenha sido proprietária da estátua do Menino Jesus de Praga, de acordo com uma lenda popular, Teresa teria presenteado-a a uma nobre que viajava para Praga.
Acredita-se, porém, que Teresa de fato carregava consigo uma estátua do Menino Jesus em suas viagens, mas não é possível confirmar se a estátua de Praga é esta estátua. Lendas sobre o tema já circulavam na região no século XVII.
Santa Teresa também aparece em um filme biográfico de 1984 chamado Teresa de Jesús protegendo uma estátua do Menino em suas perigosas viagens. Em algumas cenas, as irmãs religiosas se revezam para trocar suas vestes. A devoção ao Menino Jesus se espalhou rapidamente pela Espanha, possivelmente por conta das visões de Teresa. A freiras espanholas que estabeleceram a ordem das carmelitas na França trouxeram consigo a devoção, que se espalhou. De fato, uma das mais famosas devotas de Teresa, Teresa de Lisieux, uma freira carmelita francesa batizada em sua homenagem, escolheu o nome de "Irmã Teresa do Menino Jesus da Santa Face".

## Padroeira
Na década de 1620, o Reino da Espanha debatia quem deveria ser o santo padroeiro do país; as alternativas eram manter o padroeiro tradicional, Saniago Matamoros ("matador de mouros") ou adotar uma combinação dele com a recém-canonizada Santa Teresa de Ávila. Os defensores de Teresa afirmavam que a Espanha enfrentava novos desafios, especialmente a ameaça do protestantismo e do declínio social nos lares, o que requeria um padroeiro mais moderno, que entendesse estes problemas e que pudesse guiar os espanhóis. Os defensores de "Santiago" rebateram ardorosamente estes argumentos e, no final, saíram vitoriosos, mas Santa Teresa permaneceu muito mais popular entre a população.
Santa Teresa, no Brasil, também é considerada padroeira dos professores.

### Na literatura
Protagoniza o romance El castillo de diamante de Juan Manuel de Prada.